# Смирнов, Николай Павлович (писатель)
Николай Павлович Смирнов (1898—1978) — советский русский писатель-прозаик, поэт, критик, первый буниновед.

## Биография
Родился 28 февраля (12 марта) 1898 года в Плёсе в семье последнего городского головы города, купца Павла Николаевича Смирнова. С 1911 года учился в Кинешемском реальном училище — одновременно с Дм. Фурмановым. В это время в местных газетах начали появляться его первые очерки и рассказы; в 1914 году в московской «Газетке для детей и юношества» появились его первые стихи.
В 1917 году окончил реальное училище в Кинешме. С 1918 года редактировал уездную кинешемскую газету «Рабочий и крестьянин» (орган уездного комитета партии и уездного исполкома); в 1921—1922 годах работал в редакции ивановской газеты «Рабочий край» (орган губкома и губисполкома), входил в редколлегию.
В конце 1922 года был переведён в Москву — через ЦК ВКП(б) — на работу в «Известия ЦИК», где работал, в качестве помощника ответственного секретаря редакции, до 1926 года. Затем по день ареста в декабре 1934 года занимал должность литературного секретаря журнала «Новый мир». На протяжении 1920—1930-х годов выступал как литературный критик, рецензент, автор публикаций в различных газетах и журналах («Красная новь», «Красная нива», «Известия», «Новый мир»). Его художественно-бытовые очерки составили первую большую книгу — «Изумруд Севера» (1929). Входил в литературную группу «Перевал».
В 1934 году был принят в Союз писателей СССР. В декабре 1934 года арестован по ложному обвинению и приговорён к четырем годам лишения свободы. Провёл их в исправительно-трудовых лагерях — на лесоповале в Кемчуге, затем на Печоре. После освобождения жил в Александрове. В годы Великой Отечественной войны был писарем на Северном фронте.
После войны вернулся к литературной деятельности. Будучи страстным охотником, стал основателем и редактором альманаха «Охотничьи просторы». В 1959 году реабилитирован и восстановлен в Союзе писателей.
Умер 7 сентября 1978 года. Похоронен на Пятницком кладбище.

## Творчество
Творческое наследие Н. П. Смирнова обширно и разнообразно: кроме книги «Изумруд Севера» (1929), им написаны «Тёплый стан» (1931), «Человек и жена» (1933), «Своим следом» (1934), «Охотничьи времена года» (1952), многое разбросано по страницам периодической печати, сборников и альманахов. В 1953 году увидела свет его книга о Пришвине («Михаил Пришвин. Очерк жизни и творчества»). Наиболее известное произведение Смирнова — книга «Золотой Плес» (1969), в которую вошла одноименная повесть о Левитане, воспоминания о детстве и юности, лучшие охотничьи рассказы и мемуарные новеллы о писателях — Новикове-Прибое, Правдухине, Пришвине, Семеновском.
Важное место в творческой биографии Николая Павловича занимал период активного диалога с литературным зарубежьем (конец 1950-х — начало 1970-х годов). Он стал первым советским корреспондентом русскоязычной газеты «Русские новости» в Париже, на страницах которой за 9 лет сотрудничества Смирнов опубликовал более 130 материалов: о И. А. Бунине, Л. Н. Толстом, И. С. Тургеневе, произведения советских писателей М. Шолохова, Л. Никулина, С. Бородина, К. Паустовского, В. Астафьева, В. Солоухина, В. Шукшина и многих других. Здесь же он опубликовал ряд фрагментов из своего дневника: о А. Коонен, А. Таирове, С. Есенине, В. Маяковском, Н. Зарудине, Б. Пастернаке и многих других.